# Bățani
Bățani is een Roemeense gemeente in het district Covasna.
Bățani telt 4604 inwoners.